# Salat
Sàlat (arapski: صلوة), u jezicima nekih islamskih naroda istoznačnica za nàmāz, poput bošnjačkog, turskog i urdu jezika. Pojmovi su u uskoj svezi ali postoje male razlike. Osnovno je značenje du‘ā’, tj. dova ili molba (za dobro). Salat kao pojam postoji u predislamskoj arapskoj književnosti. Salat je infinitiv glagola sallā što znači "zazivanje blagoslova na nekoga". Dolaskom islama salat je dobio važno, visoko i cijenjeno mjesto u sklopu vjerskih dužnosti. Klasični semantičari Kurana ne slažu se o broju značenja riječi salāt u Kuranu. U njih spadaju dova, čitanje Kurana, vjera itd. Salat je nakon Kelime-i šehadeta postao najvažnija institucija islama. Terminološki, salat je obred (ibadet) koji čine posebne riječi i djela. Počinje tekbirom (izgovaranjem riječi Allahu ekber) a završava selamom. U Kuranu se salat pripisuje Alahu i melecima. Alahov salat je magfiret (oprost) Vjerovjesniku i vjernicima. Melečki salat je njihov istigfar (traženje oprosta) za njih. Prema Ibn Džuzejju, Alahov salāt vjernika je ukazivanje Njegove milosti prema njima, dok salat meleka je njihova dova za njih. Istim se izrazom (tj. jusallī) opisuju dva različita značenja (Teshīl, 3/140).